# 碧玉

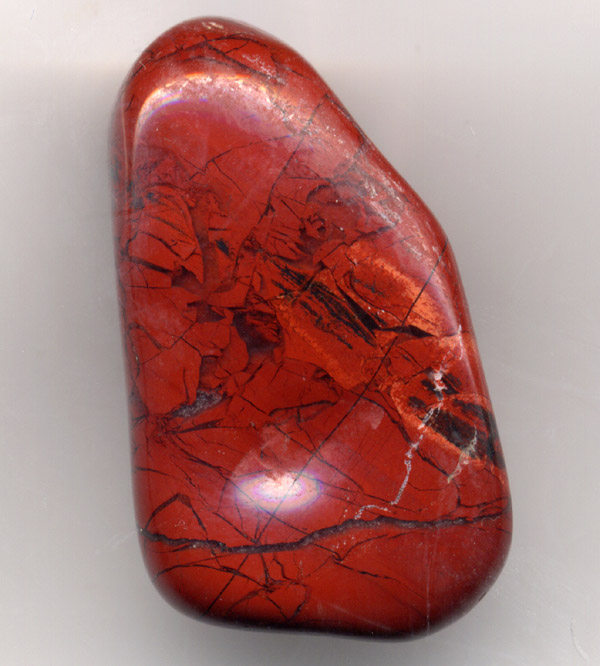
赤碧玉
（全長約2.5cm、ポーランド産）

碧玉（へきぎょく、jasper、ジャスパー）は、微細な石英の結晶が集まってできた鉱物（潜晶質石英）であり、宝石の一種。
また、ブルーサファイアのことを和名で碧玉ということもある。

## 成分・種類
酸化鉄や水酸化鉄などの不純物が混入しているため不透明であり、不純物の違いによって、紅色・緑色・黄色・褐色など様々な色や模様のものがある。
- 赤碧玉（せきへきぎょく、レッドジャスパー、red jasper）
- 緑碧玉（りょくへきぎょく、グリーンジャスパー、green jasper）
- 黄碧玉（おうへきぎょく、イエロージャスパー、yellow jasper）
- オビキュラージャスパー（orbicular jasper）

碧玉は玉髄や瑪瑙と同じ種類であるが、それらより不純物を多く含んでいるとされる。不純物を含んだ石英は種類が多く、それゆえに様々な呼び方がある。3月の誕生石になっているブラッドストーン（血玉髄）も碧玉の一つである。

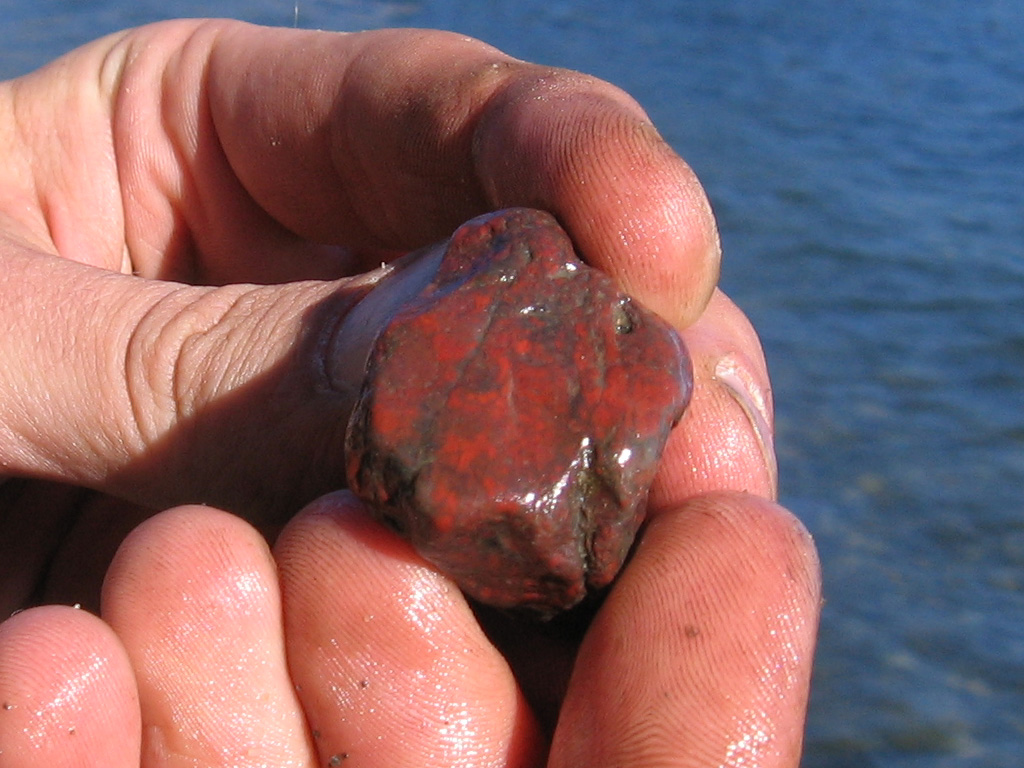
赤碧玉の水磨礫
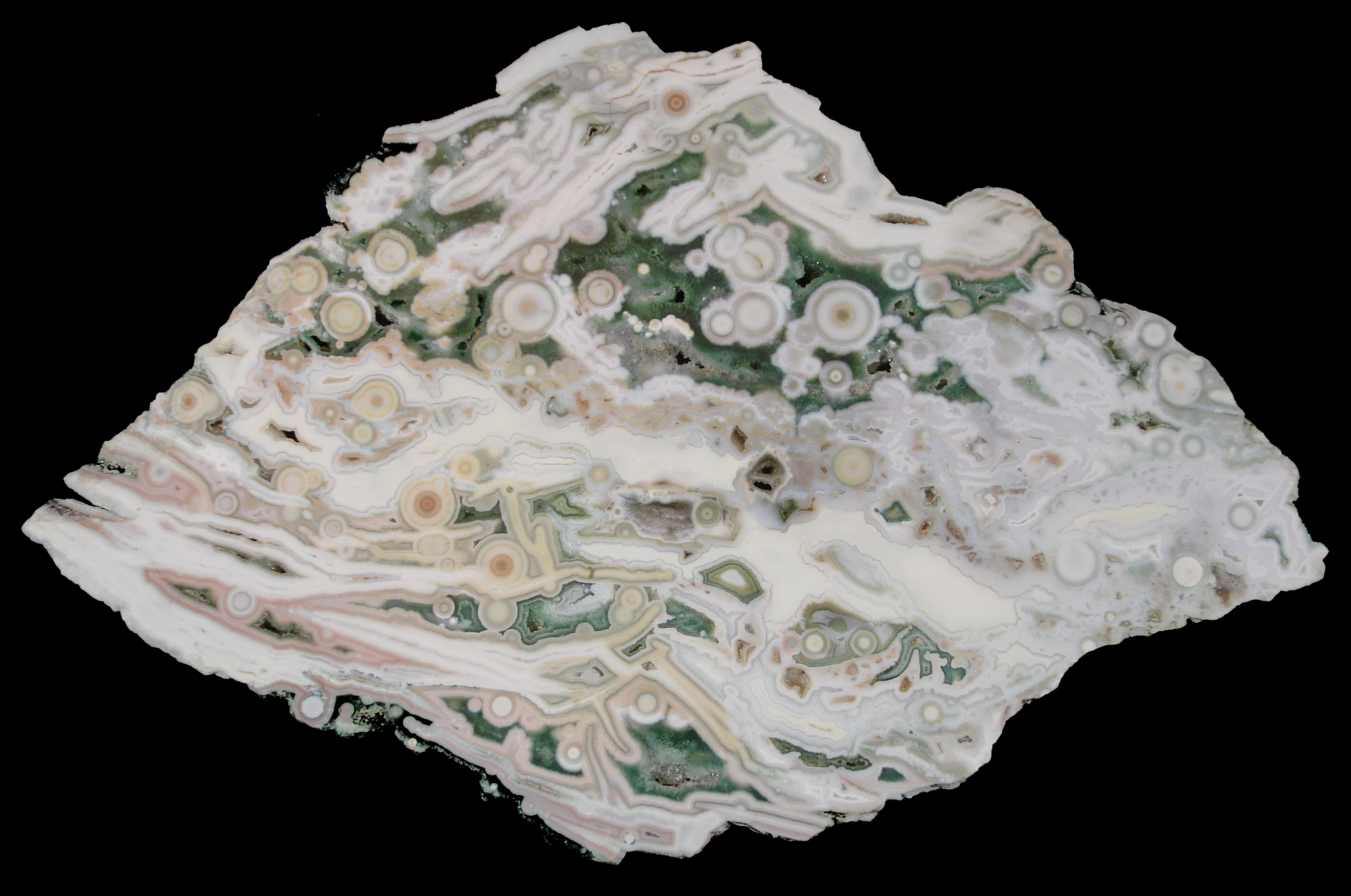
オビキュラージャスパー（マダガスカル産）

## 産出地
日本では、新潟県佐渡地方の「赤玉（赤玉石）」、島根県松江市玉造の「玉造石」、青森県津軽地方の「錦石」が碧玉に該当する（ただしこれらは、その名で呼ばれている全てが碧玉であるわけではない）。
なお、産出地ではなく埋蔵地であるが、ギアナ高地には、表面に現れている川床の全てが碧玉で形成されている地形が存在する（カナイマ国立公園など）。ただし、それらは領有する諸国の国立公園に属し、ユネスコ世界遺産指定地域でもあるため、宝石としての採取や積極的な観光利用などといった産業的利用は許されていない。

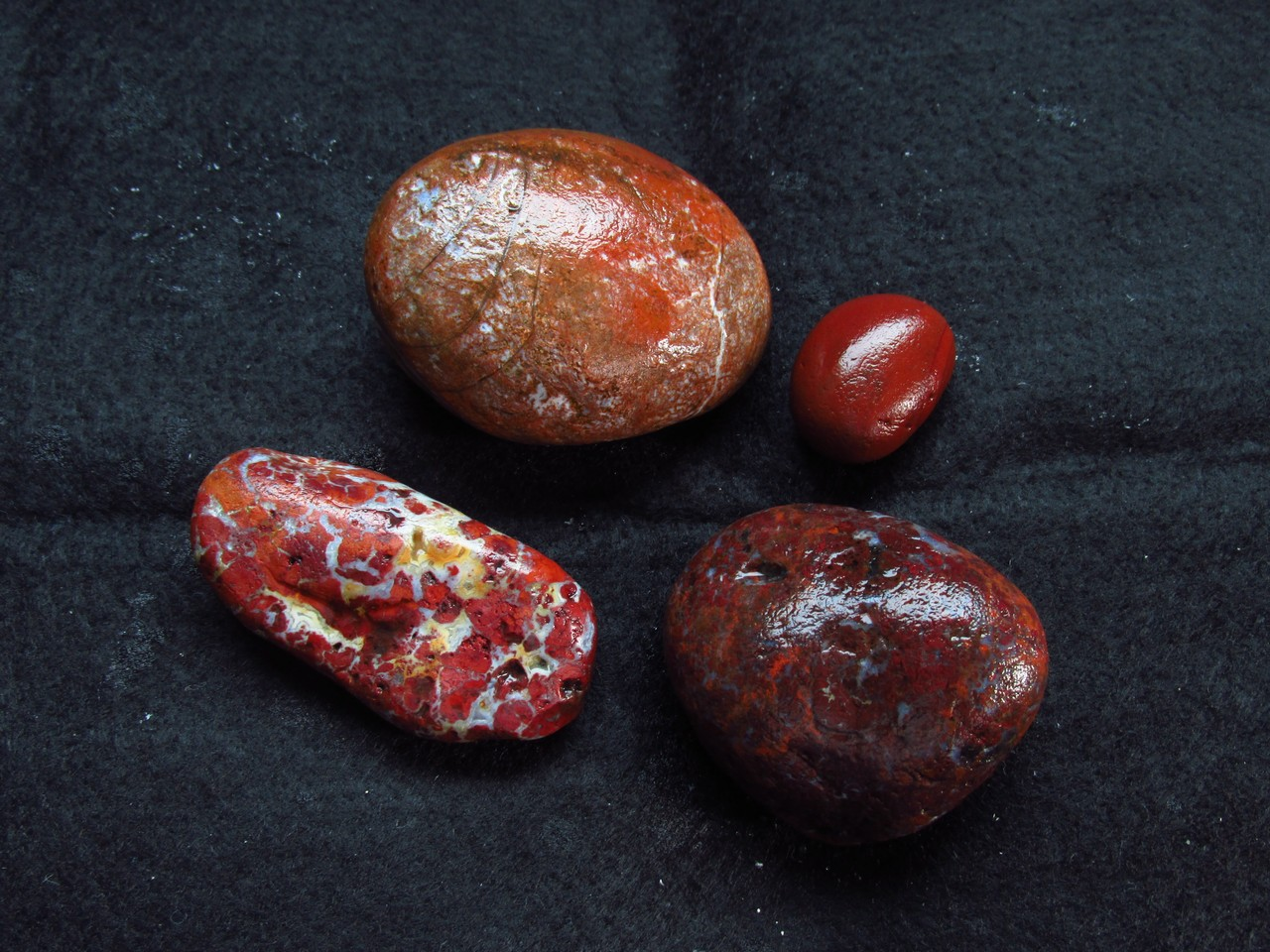
赤碧玉
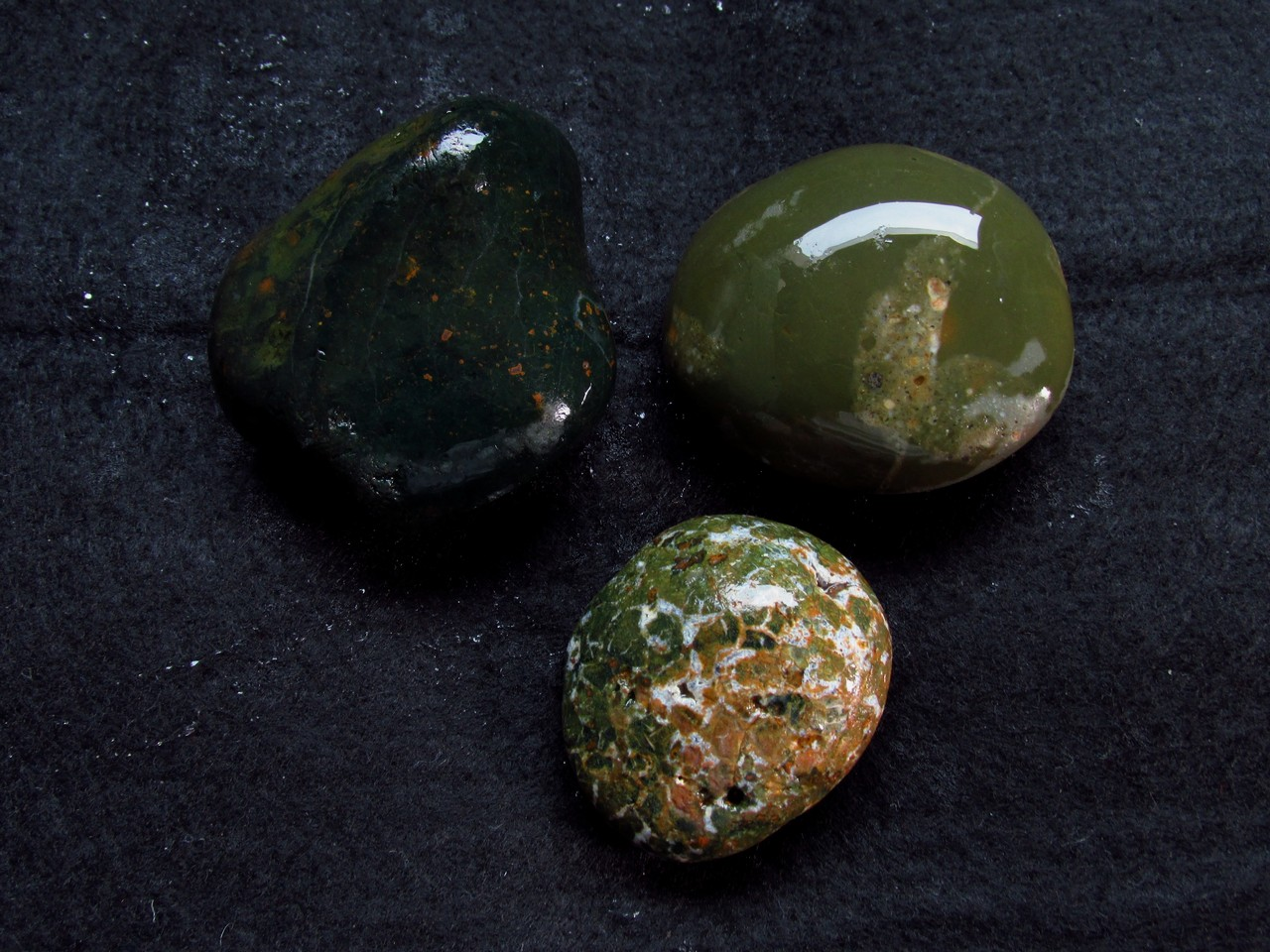
下が緑碧玉（右はギョクに近いもの）
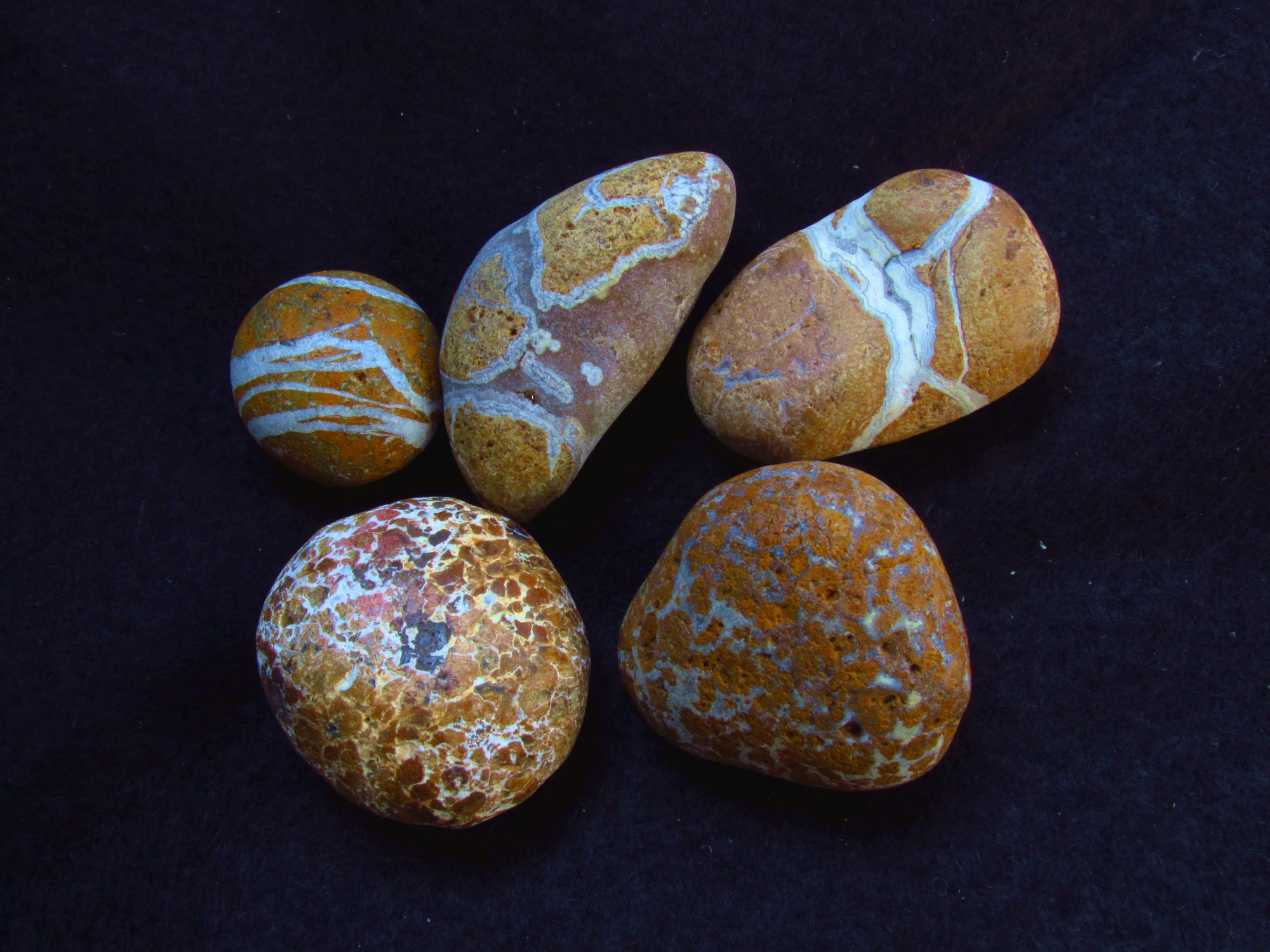
下2つが黄碧玉
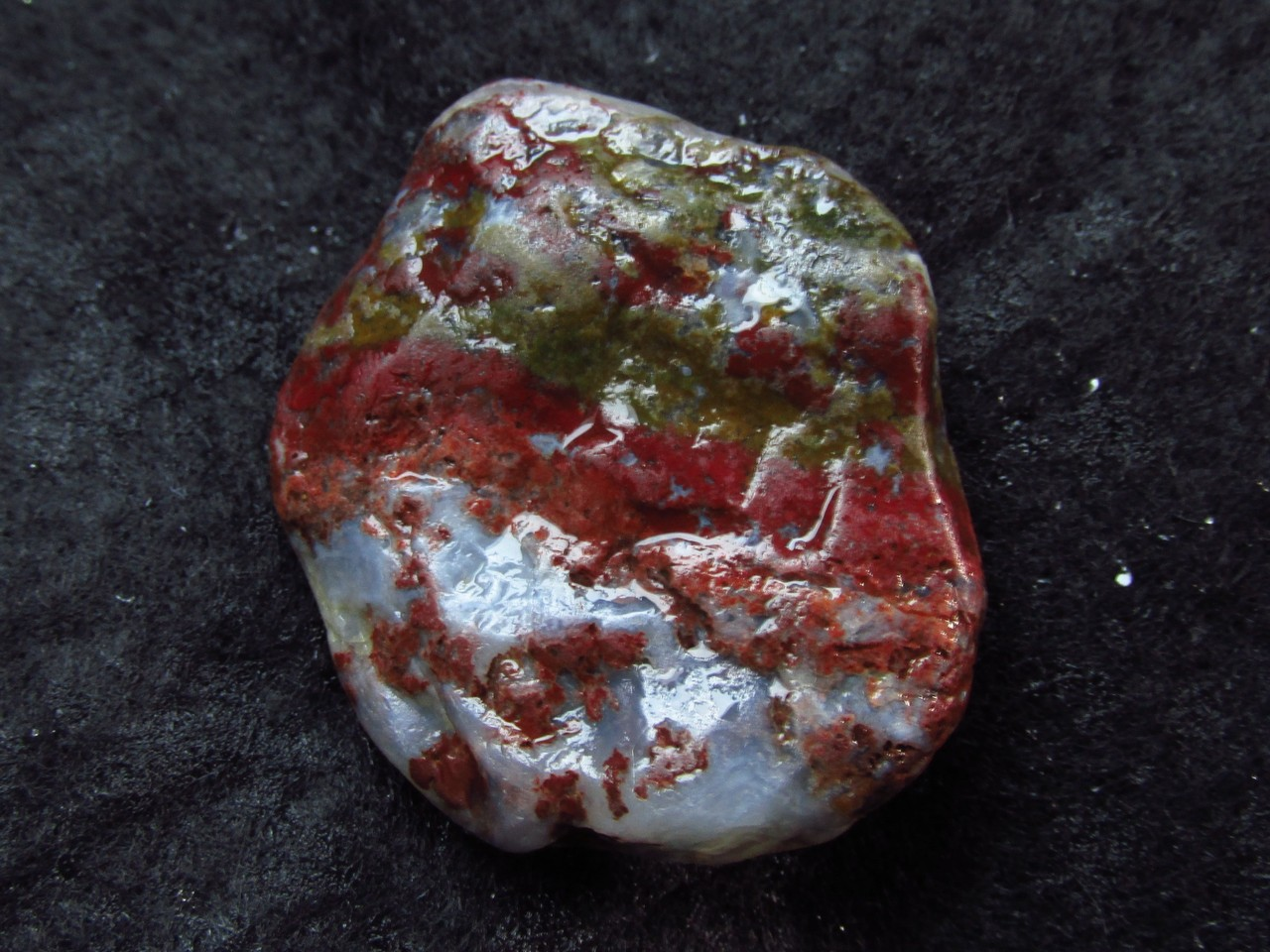
緑、赤、白瑪瑙3層の碧玉
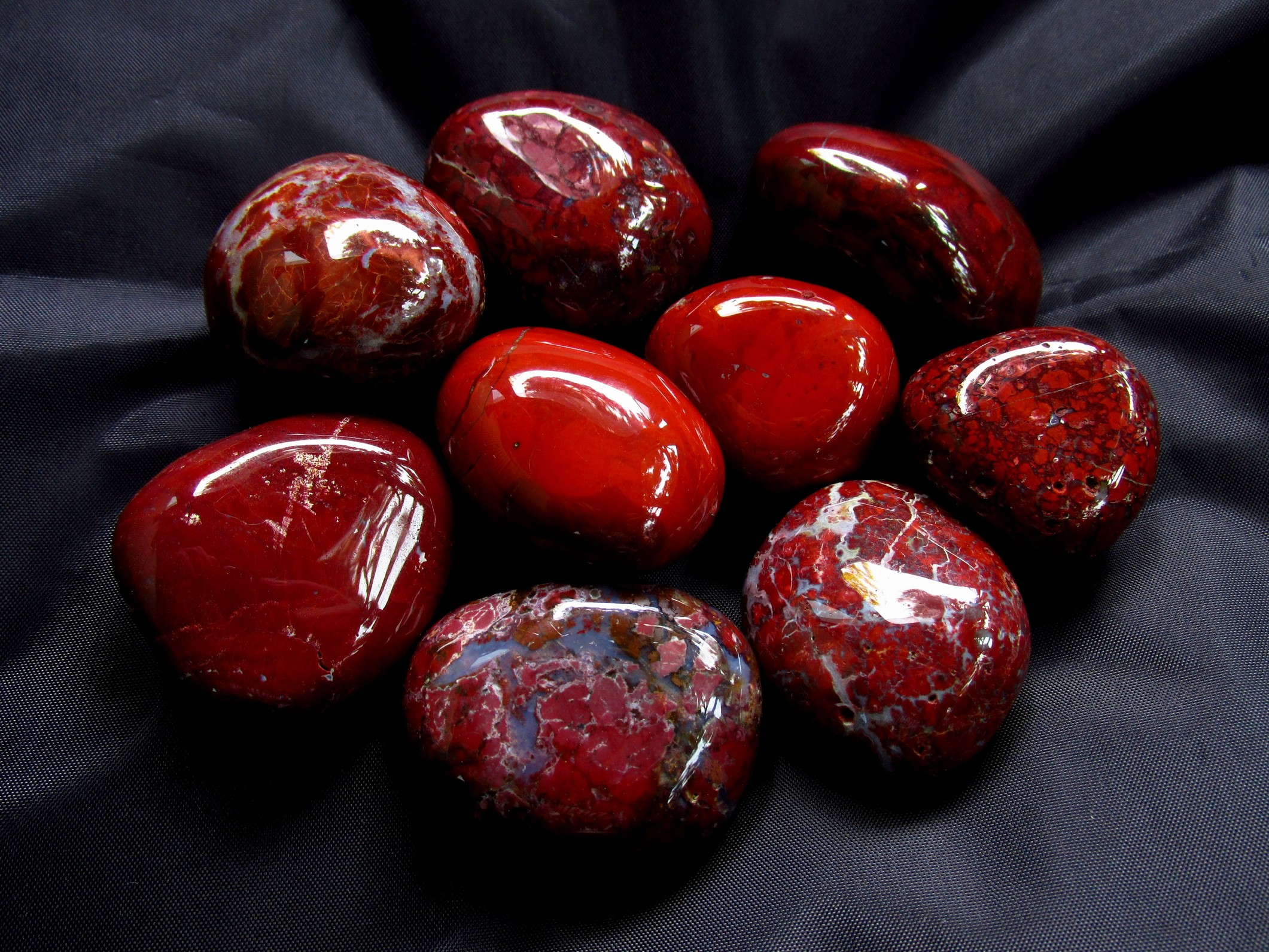
回転ドラム式研磨機で艶出し研磨された赤碧玉

## 性質・特徴
化学組成は SiO2（二酸化ケイ素）、モース硬度は7、比重は2.65。

## 用途・加工法
古代においては、世界中で装飾品（装身具を含む）などに用いられた。
東アジアでは、勾玉や管玉などとしての利用がそれであり、ほかにも、印材、指輪、簪、笄、花瓶、庭石などに使用される。藤田美術館の考古資料の中には、歯車形碧玉製品が見られる（#重要文化財(考古資料)）。石上神宮の禁足地から出土した琴柱に似た琴柱形石製品（杖頭とみられる）が出土している（当神宮HP「ご由緒・宝物」）。
日本の弥生時代の遺跡として、石川県小松市「滝ヶ原碧玉原産地遺跡」が見られる（小松市ホームページ）。続縄文時代の北海道においても佐渡島産の管玉が確認されている（#概要）。古墳時代の例としては島の山古墳出土品が国の重要文化財として多く認定されている。また石上神宮の禁足地から出土した管玉は古墳時代前期と見られ、重要文化財とされている（当神宮HP「ご由緒・宝物」）。